# 鳳溪廖萬石堂中學
鳳溪廖萬石堂中學（簡稱：FKLMSTSS）是香港新界北區上水一所全日制津貼男女中學，由鳳溪公立學校於1996年成立。校址位於上水鳳南路6號。學校取名北區上水上水圍廖萬石堂。以中、英語為教學語言。校長為范志文先生，副校長為曾家豪先生，朱國輝先生，助理校長為林詩韻女士。

## 辦學宗旨
該校秉承「鳳溪公立學校」一貫辦學宗旨，以「謙、信、勤、敏」為訓，實施德、智、體、群、美的全人教育；鍛鍊學生獨立思考能力，並協助學校建立正確及積極的人生觀；為學生提供優良的學習環境及全面而均衡的課程，讓學生愉快地學習，發展潛能，為日後回饋社會作好準備。

## 著名校友
- 姚錦成：香港七人及十五人欖球代表隊成員[3]（2008年中五）
- 林二汶：香港女歌手、女子組合At17成員[4]
- 葉君誠：香港知名遊戲實況主，youtuber
- 鄭伊琪：香港女藝人（2010年中五）